# Diessbach bei Büren

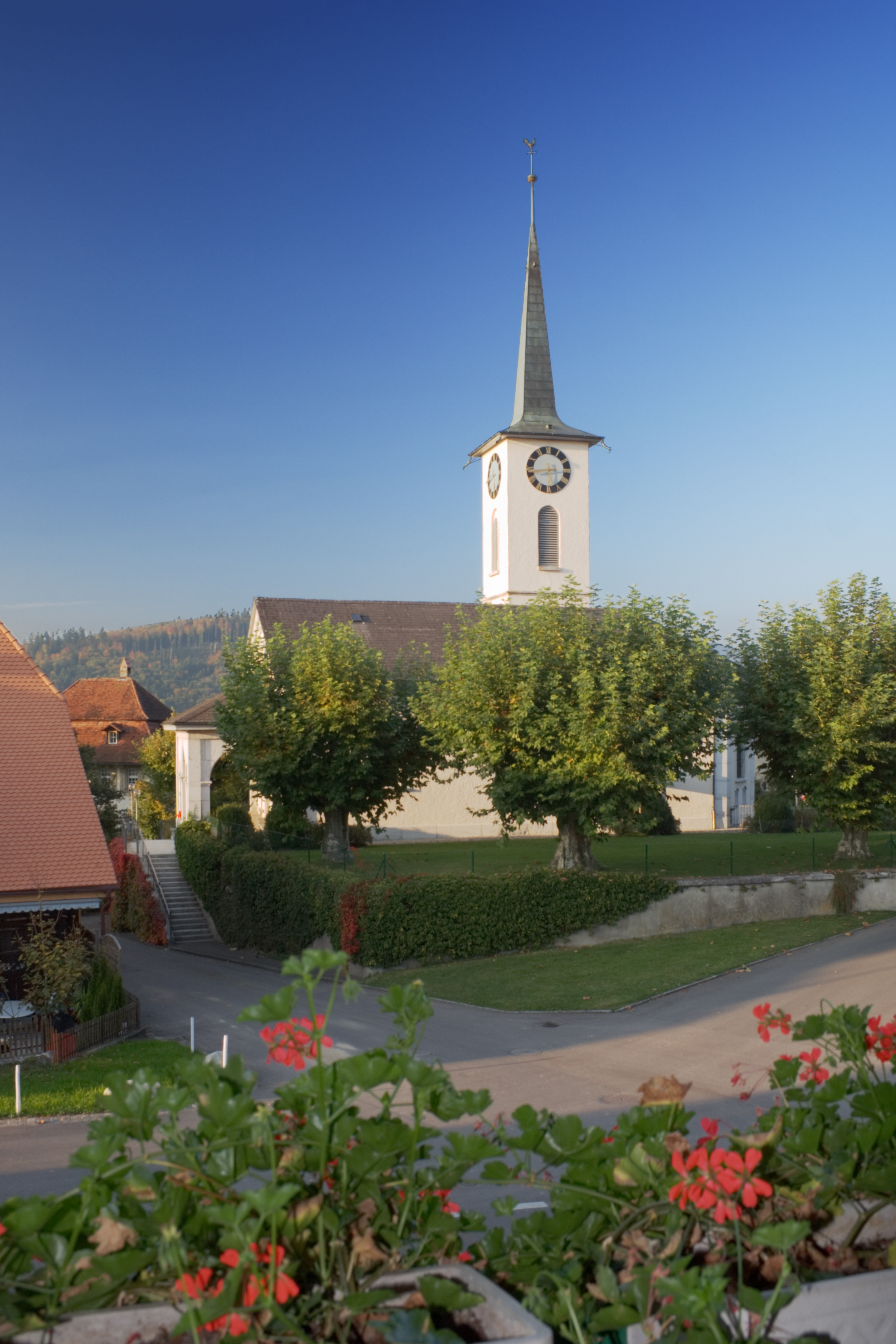
Kirche von Diessbach

Diessbach bei Büren ist eine politische Gemeinde im Verwaltungskreis Seeland des Kantons Bern in der Schweiz.

## Geographie
Diessbach grenzt an Schnottwil, Wengi, Grossaffoltern, Lyss, Büetigen, Dotzigen und Büren an der Aare. Es liegt im Seeland.

## Geschichte
Zu den ältesten Bewohnern Diessbachs müsste man wohl bereits die Frühmenschen der Bronzezeit zählen. Zu den Funden in verschiedenen Teilen Diessbachs zählen hauptsächlich Gräber und Reste von Siedlungen. Auch aus der Zeit des Römischen Reiches gibt es Funde.
Ende des Hochmittelalters, im Jahre 1244, wird Diessbach erstmals als Diespah erwähnt. Damals bestand die Siedlung aus wenigen Höfen. Die Kirche, in welcher Vorgängerbauten zurück bis ins siebte Jahrhundert nachweisbar sind, wird ebenfalls 1244 beschrieben.

Als Teil der Herrschaft Strassberg von den Grafen von Strassberg kam Diessbach 1393 an Bern und somit zur Landvogtei Büren, welches 1803 Oberamt wurde.

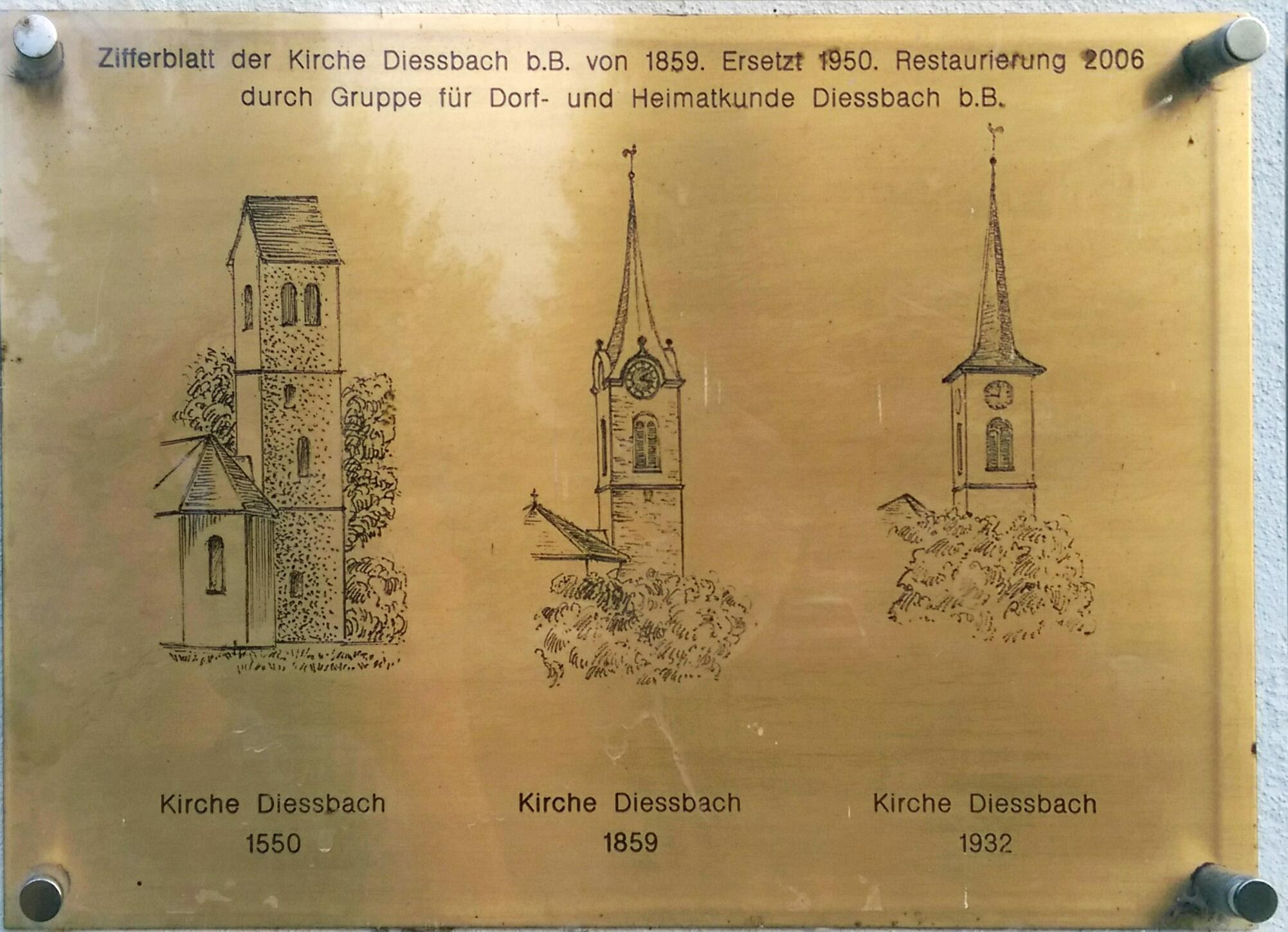
Kirche von Diessbach 1550 - Heute

## Bevölkerung
| Jahr      | 1764 | 1870 | 1920 | 1950 | 2000 |
| Einwohner | 317  | 776  | 791  | 798  | 862  |

Diessbach ist deutschsprachig (97,33 %). Einige Einwohner sprechen Französisch (1,04 %) oder Albanisch (0,58 %).
Diessbach besitzt eine reformierte Kirche resp. eine reformierte Kirchgemeinde. Dieser gehören auch Busswil, Büetigen und Dotzigen an.

## Politik
In Diessbach existiert neben der Einwohnergemeinde eine Burgergemeinde mit den Familien Baumgartner, Eggli, Furer, Furrer, Häni, Hullin, Kessler, Klötzli, Moser, Moy, Rufer, Schaller, Schlup, Schmid, Schneider, Schnyder, Scholl, Studer und Zingg. Die Burger besitzen 2,85 km² Land. Es gibt zwei Parteien im Dorf: eine Sektion der SP und die IG Diessbach.
In Diessbach bildet die Gemeindeversammlung die Legislative. Der Gemeinderat (Exekutive) besteht aus fünf Mitgliedern. Gemeindepräsident ist Michael Burri (IG Diessbach, Stand 2024).
Bei den Nationalratswahlen 2023 betrugen die Wähleranteile in Diessbach bei Büren (in Klammern die Veränderung im Vergleich zu den Wahlen 2019 in Prozentpunkten): SVP 45,42 % (+1,21), SP 14,70 % (+2,80), glp 10,17 % (+3,77), Mitte 8,50 % (−2,90), Grüne 6,30 % (−2,31), EVP 5,60 % (−1,48), FDP 4,88 % (−0,43), EDU 2,73 % (+1,80), SD 0,36 % (+0,23).

## Sonstiges
Diessbach beheimatet diverse Vereine. Es sind dies der Rollhockeyclub (RHC Diessbach), der Fussballklub (FC Diessbach), die Hornussergesellschaft (HG Diessbach), die Schützengesellschaft, die Gruppe für Dorf- und Heimatkunde, der Handharmonikaverein «Sunneschyn», der Jodlerklub, der Landfrauenverein, die Landjugi Seeland, der Männerchor, Tanzvielfalt und das Sommernachtskino.

## Persönlichkeiten
- Björn Schneider (* 1973 in Diessbach bei Büren), Eishockeyspieler und -trainer